# 佛師
佛師（ぶっし）是日本製作佛像的技術者。

## 概要
飛鳥時代，存在擁有佛像製作技術的血緣集團，稱作造佛師。奈良時代，大寺，特別是官立寺院的工房組織造寺司之下，設有官立的製作佛像的造佛所，造佛師隸屬於造佛所，略稱佛師。
平安時代，造寺司伴隨官營營造組織的解體，奈良朝的造佛所也遭到關閉。原本身為俗人的佛工取得僧侶或類似的身分，付屬各大寺的佛像製作所，稱作佛師。相對於屬於宮中的繪所的繪師，受有力寺社勢力庇護，從事寺社畫像製作的繪師稱作繪佛師。進入攝關時代至10世紀末，有力的佛師被授與由下至上的法橋、法眼、法印的三種僧位構成的僧綱位，脫離大寺的制約，擁有獨自的佛所，為天皇或攝關家等權門造佛。中心人物稱作大佛師。以定朝、鎌倉時代的運慶・快慶等為中心。室町時代後期，在16世紀的奈良，番匠出身的宿院佛師大為活躍，成為近世職人佛師的先驅。

## 主要的佛師
- 鞍作止利（止利佛師）
- 山口大口費
- 國中連公麻呂

中世
- 院派
- 圓派
- 慶派
- 善派
- 賴助
- 康助
- 康朝
- 成朝
- 圓空

近代以降
- 高村光雲
- 新納忠之介
- 松久朋琳
- 山崎祥琳
- 西村公朝
- 松本明慶
- 籔內佐斗司

## 關連項目
- 雕刻家